# Pedro C. Colorado 1ra. Sección
Pedro C. Colorado 1ra. Sección är en ort i Mexiko.   Den ligger i kommunen Huimanguillo och delstaten Tabasco, i den sydöstra delen av landet, 600 km öster om huvudstaden Mexico City. Pedro C. Colorado 1ra. Sección ligger 37 meter över havet och antalet invånare är 145.
Terrängen runt Pedro C. Colorado 1ra. Sección är mycket platt. Runt Pedro C. Colorado 1ra. Sección är det ganska tätbefolkat, med 62 invånare per kvadratkilometer. Närmaste större samhälle är Cárdenas, 18,4 km norr om Pedro C. Colorado 1ra. Sección. Omgivningarna runt Pedro C. Colorado 1ra. Sección är en mosaik av jordbruksmark och naturlig växtlighet.